# Burbank City Hall
Die Burbank City Hall ist Sitz der Stadtverwaltung von Burbank (Los Angeles County), Kalifornien. 
Das von Februar 1941 bis 1943 für 409 000 US-Dollar im Stil der Streamline-Moderne errichtete Gebäude wurde von den Architekten William Allen und W. George Lutzi entworfen. Der zentrale Gebäudeteil ist dreieinhalb Stockwerke hoch. Die beiden Seitenflügel haben je zwei Etagen. Beim Bau der Burbank City Hall wurden 20 verschiedene Marmorsorten unter anderem für Boden, Wände und Treppenhaus verwendet. Einige Stellen des zentralen 23 m hohen Turms sind mit Reliefs verkleidet. Des Weiteren befinden sich in der Burbank City Hall Wandmalereien von Hugo Ballin. Am 18. April 1996 wurde sie in das National Register of Historic Places aufgenommen.